# Egzekucja w ZOO
Egzekucja w ZOO – polski dramat obyczajowy z 1975 w reżyserii Jana Rutkiewicza, zrealizowany na podstawie opowiadania Kornela Filipowicza pod tym samym tytułem. Główne role zagrali Mieczysław Milecki i Marek Bargiełowski.

## Obsada
- Mieczysław Milecki – prof. Helmut Eikene, dyrektor zoo
- Marek Bargiełowski – dr von Reschynsky, weterynarz w zoo
- Czesław Piaskowski – Grodetz, pracownik zoo
- Jerzy Fornal(inne języki) – listonosz

## Zarys fabuły
Akcja rozgrywa się we wrocławskim ogrodzie zoologicznym pod koniec II wojny światowej. Dyrektor zoo otrzymuje rozkaz likwidacji obiektu i uśmiercania wszystkich zwierząt. Pomimo rozpaczliwej próby ich ocalenia musi w końcu zgodzić się na egzekucję.